# Velika nagrada Rima 1932
Velika nagrada Rima 1932 je bila tretja neprvenstvena dirka v sezoni Velikih nagrad 1932. Odvijala se je 24. aprila 1932 na italijanskem dirkališču Littorio v Rimu, na isti dan kot dirka za Veliko nagrado Orana. Iz treh voženj po 25 krogov in repasaža se je najboljših dvanajst dirkačev uvrstilo v finale, kjer so dirkači vozili 60 krogov. 

## Rezultati

### Finale
| Poz | Št | Dirkač               | Moštvo               | Dirkalnik          | Krogi | Čas/Odstop | Št. m. |
| --- | -- | -------------------- | -------------------- | ------------------ | ----- | ---------- | ------ |
| 1   | 52 | Luigi Fagioli        | Officine A. Maserati | Maserati V5        | 60    | 1:30:45.2  | 2      |
| 2   | 54 | Piero Taruffi        | Scuderia Ferrari     | Alfa Romeo Monza   | 60    | 1:31:14.2  | 11     |
| 3   | 64 | H. J. von Morgen     | Bugatti Team Germany | Bugatti T35B       | 60    | 1:32:49.2  | 6      |
| 4   | 50 | Achille Varzi        | Privatnik            | Bugatti T51        | 60    | 1:37:07.2  | 5      |
| 5   | 22 | Stanisłas Czaykowski | Privatnik            | Bugatti T51        | 60    | 1:37:25.4  | 8      |
| 6   | 24 | Giovanni Minozzi     | Privatnik            | Bugatti T35C       | 60    | 1:37:40.4  | 10     |
| 7   | 26 | Luigi Castelbarco    | Privatnik            | Maserati 26M       | 60    | 1:37:55.0  | 4      |
| 8   | 40 | Gianfranco Comotti   | Scuderia Ferrari     | Alfa Romeo 6C-1750 | 60    | 1:42:56.0  | 3      |
| 9   | 48 | Rene Dreyfus         | Officine A. Maserati | Maserati 26M       | 59    | +1 krog    | 1      |
| 10  | 26 | »Rover«              | Privatnik            | Itala              | 59    | +1 krog    | 9      |
| 11  | 42 | Giuseppe Savi        | Privatnik            | Maserati 26        | 59    | +1 krog    | 11     |
| DNS | 32 | Emilio Romano        | Privatnik            | Bugatti T35C       |       | Ventil     |        |

- Najboljši štartni položaj: René Dreyfus
- Najhitrejši krog: Luigi Fagioli 1:26.0

### Pred-dirke
Odebeljeni dirkači so se uvrstili v finale.

#### Pred-dirka 1 (avtocikli)
| Poz | Št | Dirkač              | Moštvo    | Dirkalnik    | Krogi | Čas/Odstop | Št. m. |
| --- | -- | ------------------- | --------- | ------------ | ----- | ---------- | ------ |
| 1   | 18 | Louis Decaroli      | Privatnik | Salmson      | 25    | 46:58.6    | 7      |
| 2   | 12 | Giuseppe Tuffanelli | Privatnik | 26C          | 25    | 49:25.8    | 4      |
| 3   | 14 | Giuseppe Furmanik   | Privatnik | 4CM          | 25    | 51:32.2    | 5      |
| 4   | 16 | »Martinatti«        | Privatnik | Salmson      | 24    | +1 krog    | 6      |
| 5   | 6  | Albino Pratesi      | Privatnik | Salmson      | 23    | +2 kroga   | 1      |
| Ods | 8  | »Ardizzone«         | Privatnik | Delage 2 LCV | 13    | Hladilnik  | 2      |
| Ods | 10 | Luigi dal Re        | Privatnik | Lombard AL3  | 10    | Motor      | 3      |

#### Pred-dirka 2 (do 2000 cm³)
| Poz | Št | Dirkač                 | Moštvo           | Dirkalnik          | Krogi | Čas/Odstop | Št. m. |
| --- | -- | ---------------------- | ---------------- | ------------------ | ----- | ---------- | ------ |
| 1   | 24 | Giovanni Minozzi       | Privatnik        | Bugatti T35C       | 25    | 41:07.0    | 3      |
| 2   | 32 | Emilio Romano          | Privatnik        | Bugatti T35C       | 25    | 42:04.0    | 6      |
| 3   | 22 | Stanisłas Czaykowski   | Privatnik        | Bugatti T51        | 25    | 43:00.0    | 2      |
| 4   | 40 | Gianfranco Comotti     | Scuderia Ferrari | Alfa Romeo 6C-1750 | 25    | 43:02.4    | 9      |
| 5   | 42 | Giuseppe Savi          | Privatnik        | Maserati 26        | 25    | 43:39.2    | 10     |
| 6   | 36 | Benedetto Cantono      | Privatnik        | Bugatti T37A       | 25    | 43:56.0    | 8      |
| 7   | 26 | »Rover«                | Privatnik        | Itala              | 25    | 44:13.8    | 4      |
| 8   | 28 | Anne-Cecile Rose-Itier | Privatnik        | Bugatti T37A       | 25    | 47:55.4    | 5      |
| Ods | 34 | Giuseppe d'Agata       | Privatnik        | Maserati 26        | 17    |            | 7      |
| Ods | 44 | Domenico Cerami        | Privatnik        | Maserati 26B       | 11    |            | 11     |
| Ods | 20 | Alfredo Sebastiani     | Privatnik        | Maserati 26        | 0     | Motor      | 1      |

- Najboljši štartni položaj: Alfredo Sebastiani
- Najhitrejši krog: Giovanni Minozzi 1:32.0

#### Pred-dirka 3 (do 3000 cm³)
| Poz | Št | Dirkač             | Moštvo               | Dirkalnik        | Krogi | Čas/Odstop | Št. m. |
| --- | -- | ------------------ | -------------------- | ---------------- | ----- | ---------- | ------ |
| 1   | 50 | Achille Varzi      | Privatnik            | Bugatti T51      | 25    | 37:47.0    | 3      |
| 2   | 54 | Piero Taruffi      | Scuderia Ferrari     | Alfa Romeo Monza | 25    | 38:17.8    | 4      |
| 3   | 64 | H. J. von Morgen   | Bugatti Team Germany | Bugatti T51      | 25    | 38:33.8    | 7      |
| 4   | 46 | Luigi Castelbarco  | Privatnik            | Maserati 26M     | 25    | 39:44.0    | 1      |
| 5   | 48 | René Dreyfus       | Privatnik            | Maserati 26M     | 25    | 39:53.4    | 2      |
| Ods | 60 | Carlo Gazzaniga    | Privatnik            | Bugatti T35B     | 4     |            | 6      |
| Ods | 58 | Clemente Biondetti | Privatnik            | MB Speciale      | 2     |            | 5      |

- Najboljši štartni položaj: Luigi Castelbarco
- Najhitrejši krog: H. J. von Morgen 1:27.4

#### Pred-dirka 4 (nad 3000 cm³)
| Poz | Št | Dirkač        | Moštvo               | Dirkalnik   | Krogi | Čas/Odstop | Št. m. |
| --- | -- | ------------- | -------------------- | ----------- | ----- | ---------- | ------ |
| 1   | 54 | Luigi Fagioli | Officine A. Maserati | Maserati V5 | 25    | 37:33.4    | 1      |

- Najboljši štartni položaj: Luigi Fagioli
- Najhitrejši krog: Luigi Fagioli 1:27.6

#### Repasaž
| Poz | Št | Dirkač                 | Moštvo               | Dirkalnik    | Krogi | Čas/Odstop |
| --- | -- | ---------------------- | -------------------- | ------------ | ----- | ---------- |
| 1   | 48 | René Dreyfus           | Officine A. Maserati | Maserati 26M | 25    | 38:55.0    |
| 2   | 42 | Giuseppe Savi          | Privatnik            | Maserati 26  | 25    | 42:44.4    |
| 3   | 26 | »Rover«                | Privatnik            | Itala        | 25    | 43:51.0    |
| 4   | 28 | Anne-Cecile Rose-Itier | Privatnik            | Bugatti T37A | 24    | +1 krog    |
| Ods | 36 | Benedetto Cantono      | Privatnik            | Bugatti T37A | 4     |            |

- Najhitrejši krog: René Dreyfus 1:29.0